# Maqo Lakrori
Maqo Lakrori (mat͡ɕɔ lakɾɔɾi; Tirana, 1948. július 23. –) albán politikus, villamosmérnök, egyetemi tanár, 1991-ben hét hónapig Albánia oktatásügyi minisztere volt, 2001–2002-ben csaknem egy éven át vezette a közlekedési, illetve a közlekedési és távközlési tárcát.

## Életútja
Az albán fővárosban, Tiranában született. Felsőfokú tanulmányait 1966 és 1970 között végezte el a Tiranai Egyetem villamosmérnöki karán, majd ezt követően 1996-ig az egyetemen tanított. Oktatói pályafutásával párhuzamosan 1975-től 1978-ig az elbasani A Párt Acélja Kohászati Kombinátban is dolgozott mérnökként, 1982–1983-ban pedig a franciaországi Grenoble-i Műszaki Intézet-ben képezte tovább magát, ahol 1989-ben az intézmény doktorává is avatták.
Ezekben az évtizedekben belépett az Albán Munkapártba, 1991-ben a 10., egyben utolsó pártkongresszus szervezőbizottságának tagja volt. Miután pártja felvette az Albán Szocialista Párt nevet, Lakrori 2005-ig az elnökségi tagok sorába tartozott, egyúttal tagja volt a párt jogi bizottságának is, 1996-tól 1999-ig pedig a külügyi titkári feladatokat bízták rá, a nemzetközi kapcsolatokért volt felelős. 1991. május 11-étől december 6-áig előbb Fatos Nano, majd Ylli Bufi kormányában vezette az oktatásügyi tárcát. Az 1992-es választáson a szocialista párt színeiben bejutott az albán nemzetgyűlésbe, a képviselői munkát 2005-ig végezte. Ezekben az években az ipari, közlekedési, közmunkaügyi, külügyi és külkapcsolati parlamenti bizottságok munkájában vett részt. 1997. július 25-én Fatos Nano ismét kormányfeladatra kérte fel Lakrorit, aki 1998. április 23-áig az euroatlanti integrációért felelős államtitkári feladatokat látta el, ahogy kevéssel később, 1998. október 2-a és 1999. október 25-e között Pandeli Majko kormányában is. 2001. szeptember 6-ától 2002. január 29-éig Ilir Meta miniszterelnöksége alatt a közlekedési, 2002. február 22-e és július 25-e között Pandeli Majko kormányfői irányításával pedig a közlekedési és távközlési minisztériumok vezetője volt. Pártja 2005-ben is indította a nemzetgyűlési választáson, de Lakrori nem jutott be a parlamentbe.
Nős ember, két gyermek apja. Jól beszél angolul, franciául és olaszul.